# Vendeuil
Ne doit pas être confondu avec Vendeuil-Caply.

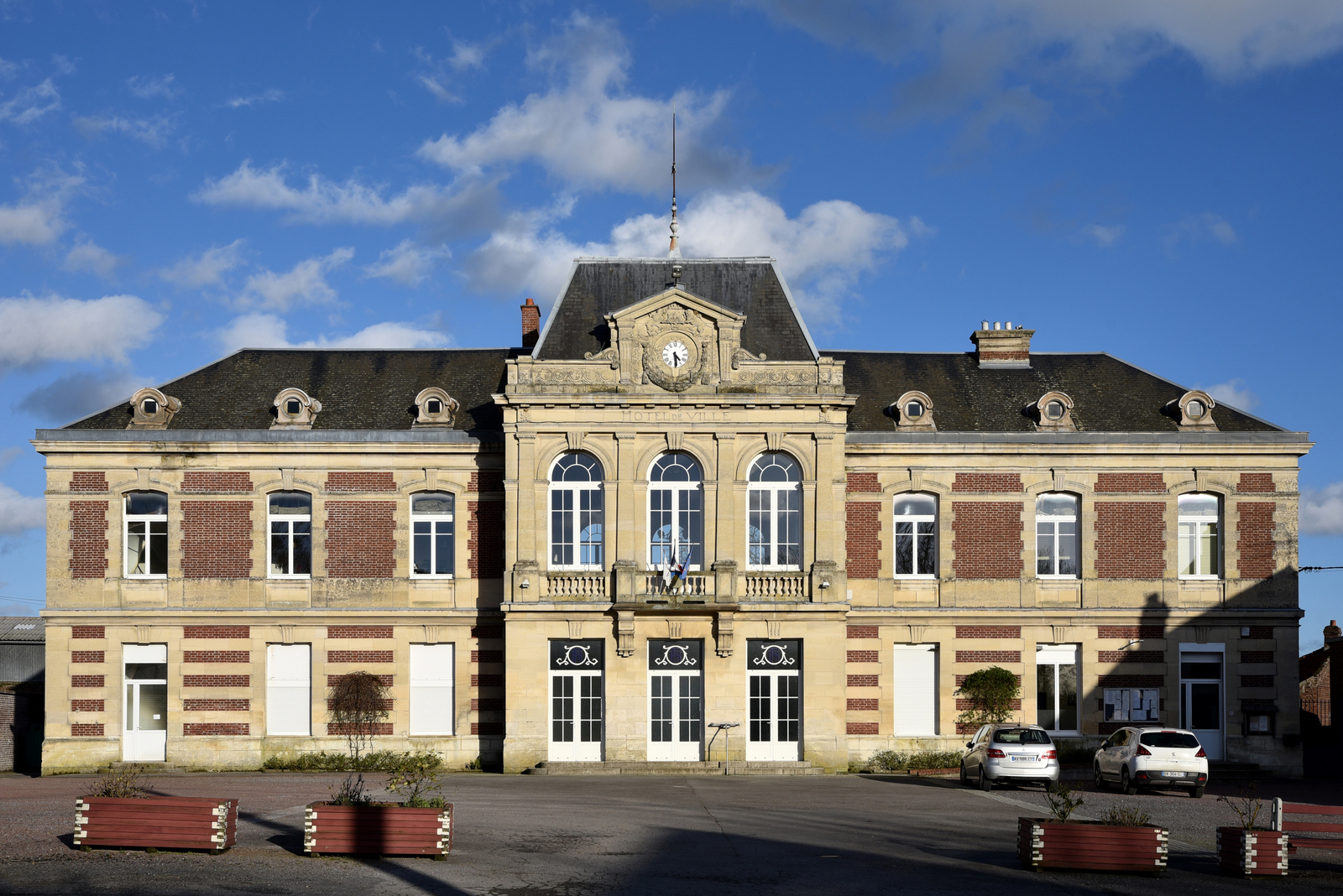
Mairie de Vendeuil.

Vendeuil est une commune française située dans le département de l'Aisne, en région Hauts-de-France.

## Géographie

### Localisation
Les communes limitrophes sont Benay, Brissay-Choigny, Ly-Fontaine, Mayot, Moÿ-de-l'Aisne, Remigny et Travecy.

### Hydrographie
La commune est située dans le bassin Seine-Normandie. Elle est drainée par le canal de la Sambre à l'Oise et un autre petit cours d'eau,.
L'Oise prend sa source en Belgique, à 309 mètres d'altitude, dans l'ancienne commune de Forges et se jette dans la Seine à 20 mètres d'altitude, au Pointil en rive droite et en aval du centre de Conflans-Sainte-Honorine dans le département des Yvelines. D'une longueur 341 kilomètres, elle est presque entièrement navigable et bordée de canaux sur 104 kilomètres.

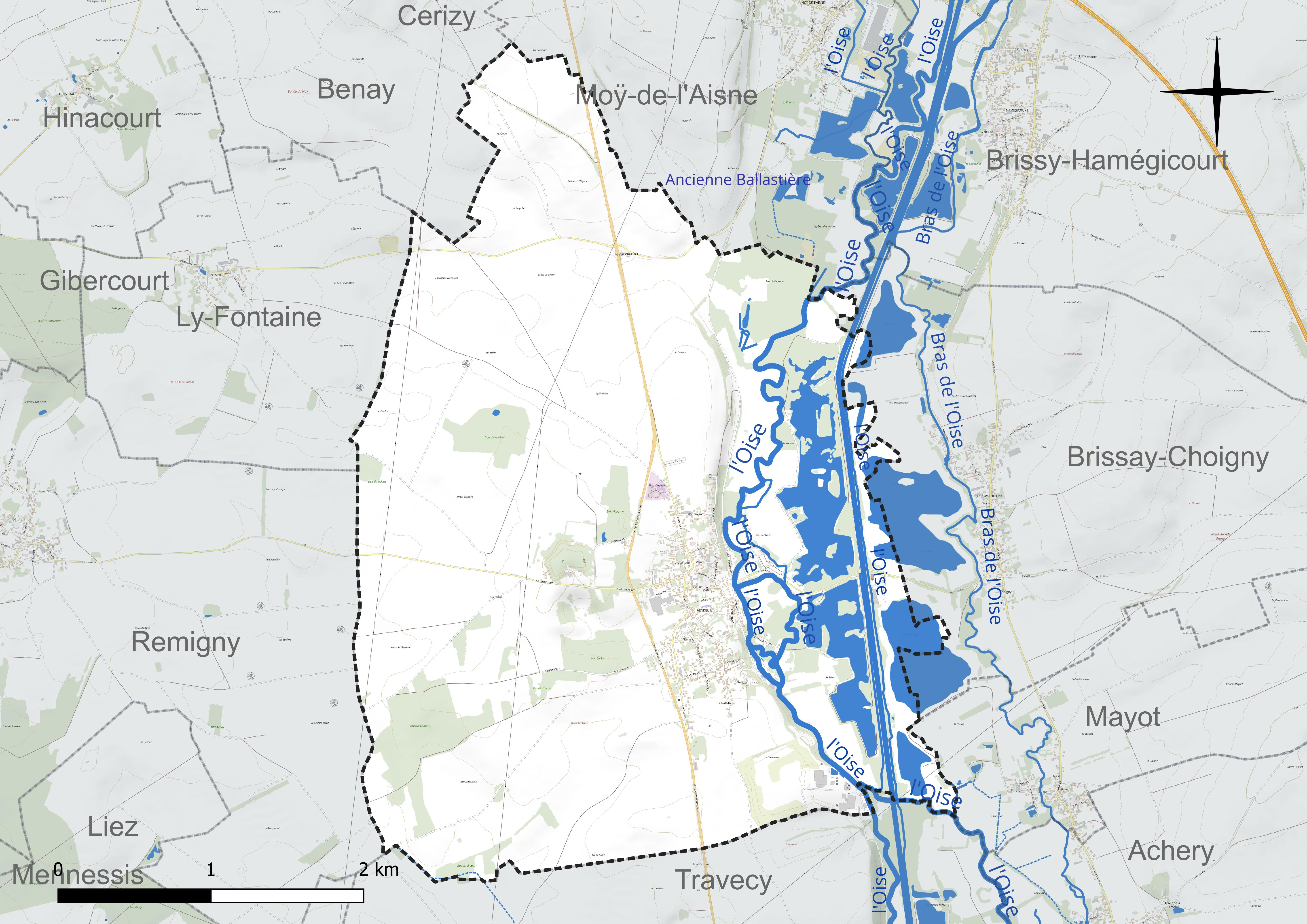
Réseau hydrographique de Vendeuil.

### Climat
Pour des articles plus généraux, voir Climat des Hauts-de-France et Climat de l'Aisne.
En 2010, le climat de la commune est de type climat océanique dégradé des plaines du Centre et du Nord, selon une étude du CNRS s'appuyant sur une série de données couvrant la période 1971-2000. En 2020, Météo-France publie une typologie des climats de la France métropolitaine dans laquelle la commune est dans une zone de transition entre le climat océanique et le climat océanique altéré et est dans la région climatique Nord-est du bassin Parisien, caractérisée par un ensoleillement médiocre, une pluviométrie moyenne régulièrement répartie au cours de l'année et un hiver froid (3 °C).
Pour la période 1971-2000, la température annuelle moyenne est de 10,5 °C, avec une amplitude thermique annuelle de 15,1 °C. Le cumul annuel moyen de précipitations est de 690 mm, avec 11,5 jours de précipitations en janvier et 8,6 jours en juillet. Pour la période 1991-2020, la température moyenne annuelle observée sur la station météorologique la plus proche, située sur la commune de Fontaine-lès-Clercs à 14 km à vol d'oiseau, est de 10,8 °C et le cumul annuel moyen de précipitations est de 683,4 mm,. Pour l'avenir, les paramètres climatiques de la commune estimés pour 2050 selon différents scénarios d'émission de gaz à effet de serre sont consultables sur un site dédié publié par Météo-France en novembre 2022.

## Urbanisme

### Typologie
Au 1er janvier 2024, Vendeuil est catégorisée bourg rural, selon la nouvelle grille communale de densité à 7 niveaux définie par l'Insee en 2022.
Elle est située hors unité urbaine. Par ailleurs la commune fait partie de l'aire d'attraction de Saint-Quentin, dont elle est une commune de la couronne,. Cette aire, qui regroupe 120 communes, est catégorisée dans les aires de 50 000 à moins de 200 000 habitants,.

### Occupation des sols
L'occupation des sols de la commune, telle qu'elle ressort de la base de données européenne d'occupation biophysique des sols Corine Land Cover (CLC), est marquée par l'importance des territoires agricoles (78 % en 2018), en diminution par rapport à 1990 (81,2 %). La répartition détaillée en 2018 est la suivante : 
terres arables (62,7 %), prairies (10,2 %), eaux continentales (10,1 %), zones urbanisées (5,6 %), zones agricoles hétérogènes (5,1 %), forêts (3,9 %), mines, décharges et chantiers (2,4 %).
L'évolution de l'occupation des sols de la commune et de ses infrastructures peut être observée sur les différentes représentations cartographiques du territoire : la carte de Cassini (XVIIIe siècle), la carte d'état-major (1820-1866) et les cartes ou photos aériennes de l'IGN pour la période actuelle (1950 à aujourd'hui).

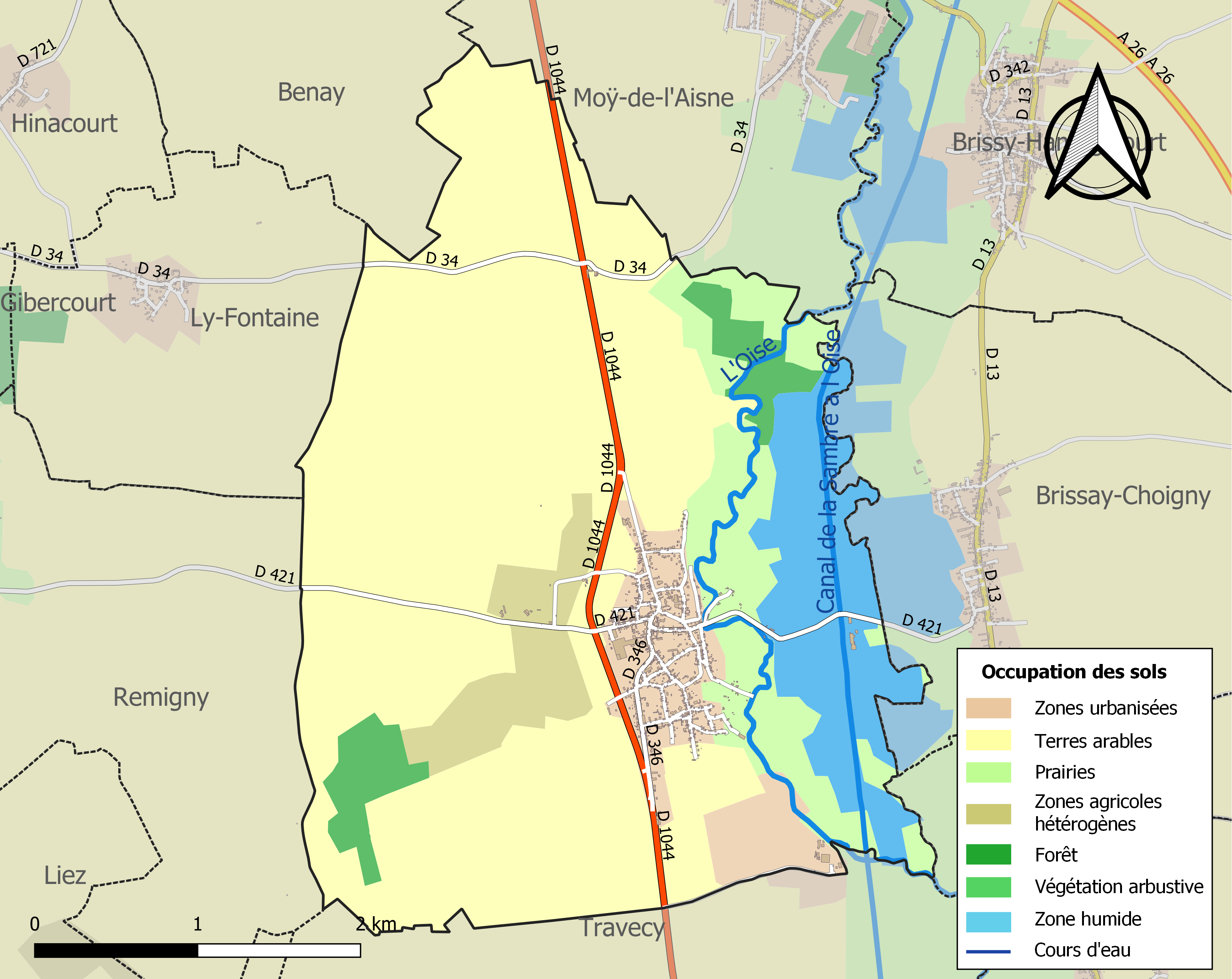
Carte de l'occupation des sols de la commune en 2018 (CLC).

## Toponymie
Le nom de la localité est attesté sous les formes Vendoil en 1147 (ch. de l'abb. de Prémontré) ; Vendolium en 1211 (ch. de l'abb. de Saint-Vincent de Laon) ; Vendueil en 1346 (ch. de l'abb. de St-Vincent de Laon) ; Vendel en 1358 ; Venduel en 1410 (arch. de l'Emp. P. 246-1) ; Vendeil en 1461 (arch. de l'Emp. P. 248-1) ; Vendeuil-en-Vermandois en 1475 (2e vol. des ordonn. de Louis XI, f° 98) ; Vendeul en 1531 (terr. de Beaurevoir, f° 1, chambre des comptes de la Fère) ; Vendœul en 1561 (délibérat. de la chambre des comptes de la Fère) ; Vandeuil en 1640 (tombe de Roland de Braillon, seigneur de Brissay, en l'église de Brissay-Choigny).
Le premier élément Vend- représente directement l'adjectif gaulois vindo- « blanc », (« pur, sacré ») ou sa forme substantivée utilisée comme anthroponyme masculin Vindos ou féminin Vinda.
La terminaison -euil remonte au gaulois -ialo/-ialon « lieu, espace découvert / défriché, essart », > « village ». -ialo(n) était considéré jadis comme un simple suffixe, mais les celtisants penchent aujourd'hui pour un substantif fixé comme appellatif dans la toponymie.
D'où le sens global de « bourg blanc », voire « lieu défriché appartenant à Vindos / Vinda ».
Homonymie avec Vendeuil (Oise, Vandolium 1120), Vandeuil (Marne, Vendolium 1158), etc.,.

## Histoire
André Larive a écrit, en 1899, un essai historique très documenté et très complet de 375 pages sur la commune de Vendeuil consultable sur le site Gallica.
|  |  |

Carte de Cassini

La carte de Cassini montre qu'au XVIIIè siècle, est une paroisse située sur la rive droite de l'Oise.
 Sous l'Ancien Régime, Vendeuil est cependant plus qu'une simple paroisse, puisqu'elle fut le chef-lieu d'un doyenné de même nom, dépendant du diocèse de Noyon. Comme bien d'autres chef-lieu de doyenné, Vendeuil comptait d'autres édifices cultuels que son église paroissiale, dont certains éléments sont encore présents dans les noms de rue : on relève ainsi une rue du Prieuré, une rue de La Maladrerie, et une rue de l'Hôtel-Dieu.
L'ovale qui entoure le village indique que Vendeuil était construit sur un opidum crée  par les Viromanduens qui était en core visible vers 1870: "emplacement d'un opidum dont on distingue les trois circonvallations au sud de la commune".

Un château, construit au Moyen Âge dont il de reste aucune trace de nos jours,  est représenté sur la carte. 

La route pavée qui va de Saint-Quentin à Chauny passe à l'ouest du village.

Deux moulins à eau dont les vestiges sont encore présents sont symbolisés par une roue dentée.

Des ponts en bois permettait aux paysans, aux animaux et aux charrettes de traverser l'Oise.
- Ancienne châtellenie, possession des Béthune, des Luxembourg, des Bourbon-Vendôme, puis à partir de 1708 d'Antoine Crozat, secrétaire du roi et constructeur du canal de l'Oise à la Somme qui porte son nom ; acquise enfin par les Fizeaux pour constituer la dot d'Etiennette Fizeaux lors de son mariage avec le comte de Brienne.
- Incendié par les Anglais en 1373, par les ligueurs en 1589, par la garnison de Cambrai en 1674.
- Destruction en 1914-1918.

### Passé ferroviaire du village
|  |  |  |  |

De 1898 à 1963, Vendeuil a été traversé par la ligne de chemin de fer de Mézières-sur-Oise à La Fère, qui , venant de Moÿ-de-l'Aisne, traversait le village du nord au sud et se dirigeait vers Travecy.
 
Jusqu'en 1935 Vendeuil était le terminus de la ligne. Le tronçon de 7 km allant jusque La Fère par Travecy ne fut mis en service qu'à cette date. 

Chaque jour, trois trains s'arrêtaient dans chaque sens devant la gare  pour prendre les passagers qui se rendaient soit à Saint-Quentin, soit à Guise ou dans l'autre sens à La Fère.
A une époque où le chemin de fer était le moyen de déplacement le plus pratique, cette ligne connaissait un important trafic de passagers et de marchandises. 

À partir de 1950, avec l'amélioration des routes et le développement du transport automobile, le trafic ferroviaire a périclité et la ligne a été fermée en 1963. Les rails ont été retirés. La gare a été démolie. Quelques tronçons de l'ancienne ligne subsistent encore de nos jours utilisés comme sentier de randonnée.

## Politique et administration

### Découpage territorial
La commune de Vendeuil est membre de la communauté de communes du Val de l'Oise, un établissement public de coopération intercommunale (EPCI) à fiscalité propre créé le 1er janvier 2014 dont le siège est à Mézières-sur-Oise. Ce dernier est par ailleurs membre d'autres groupements intercommunaux.
Sur le plan administratif, elle est rattachée à l'arrondissement de Saint-Quentin, au département de l'Aisne et à la région Hauts-de-France. Sur le plan électoral, elle dépend du  canton de Ribemont pour l'élection des conseillers départementaux, depuis le redécoupage cantonal de 2014 entré en vigueur en 2015, et de la deuxième circonscription de l'Aisne  pour les élections législatives, depuis le dernier découpage électoral de 2010.

### Administration municipale
| Période                                  | Période                   | Identité         | Étiquette | Qualité                                      |
| ---------------------------------------- | ------------------------- | ---------------- | --------- | -------------------------------------------- |
| Les données manquantes sont à compléter. |                           |                  |           |                                              |
| mars 2001                                | mars 2008                 | Michel Degrande  | UMP       |                                              |
| mars 2008                                | mars 2014                 | Alex Lesbros     |           |                                              |
| mars 2014                                | En cours (au 28 mai 2020) | André Da Fonseca | SE        | Fonctionnaire Réélu pour le mandat 2020-2026 |

## Démographie
L'évolution du nombre d'habitants est connue à travers les recensements de la population effectués dans la commune depuis 1793. Pour les communes de moins de 10 000 habitants, une enquête de recensement portant sur toute la population est réalisée tous les cinq ans, les populations de référence des années intermédiaires étant quant à elles estimées par interpolation ou extrapolation. Pour la commune, le premier recensement exhaustif entrant dans le cadre du nouveau dispositif a été réalisé en 2005.

En 2022, la commune comptait 926 habitants, en évolution de −2,83 % par rapport à 2016 (Aisne : −1,97 %, France hors Mayotte : +2,11 %).
| 1793  | 1800  | 1806  | 1821  | 1831  | 1836  | 1841  | 1846  | 1851  |
| ----- | ----- | ----- | ----- | ----- | ----- | ----- | ----- | ----- |
| 1 463 | 1 366 | 1 405 | 1 382 | 1 519 | 1 622 | 1 725 | 1 728 | 1 621 |

| 1856  | 1861  | 1866  | 1872  | 1876  | 1881  | 1886  | 1891  | 1896  |
| ----- | ----- | ----- | ----- | ----- | ----- | ----- | ----- | ----- |
| 1 562 | 1 553 | 1 535 | 1 399 | 1 455 | 1 448 | 1 260 | 1 205 | 1 253 |

| 1901  | 1906  | 1911  | 1921 | 1926 | 1931 | 1936 | 1946 | 1954 |
| ----- | ----- | ----- | ---- | ---- | ---- | ---- | ---- | ---- |
| 1 076 | 1 222 | 1 203 | 676  | 755  | 740  | 788  | 804  | 929  |

| 1962 | 1968 | 1975 | 1982 | 1990 | 1999 | 2005 | 2006 | 2010 |
| ---- | ---- | ---- | ---- | ---- | ---- | ---- | ---- | ---- |
| 931  | 956  | 883  | 867  | 881  | 856  | 901  | 902  | 918  |

| 2015 | 2020 | 2022 | - | - | - | - | - | - |
| ---- | ---- | ---- | - | - | - | - | - | - |
| 949  | 929  | 926  | - | - | - | - | - | - |

## Culture locale et patrimoine

### Lieux et monuments

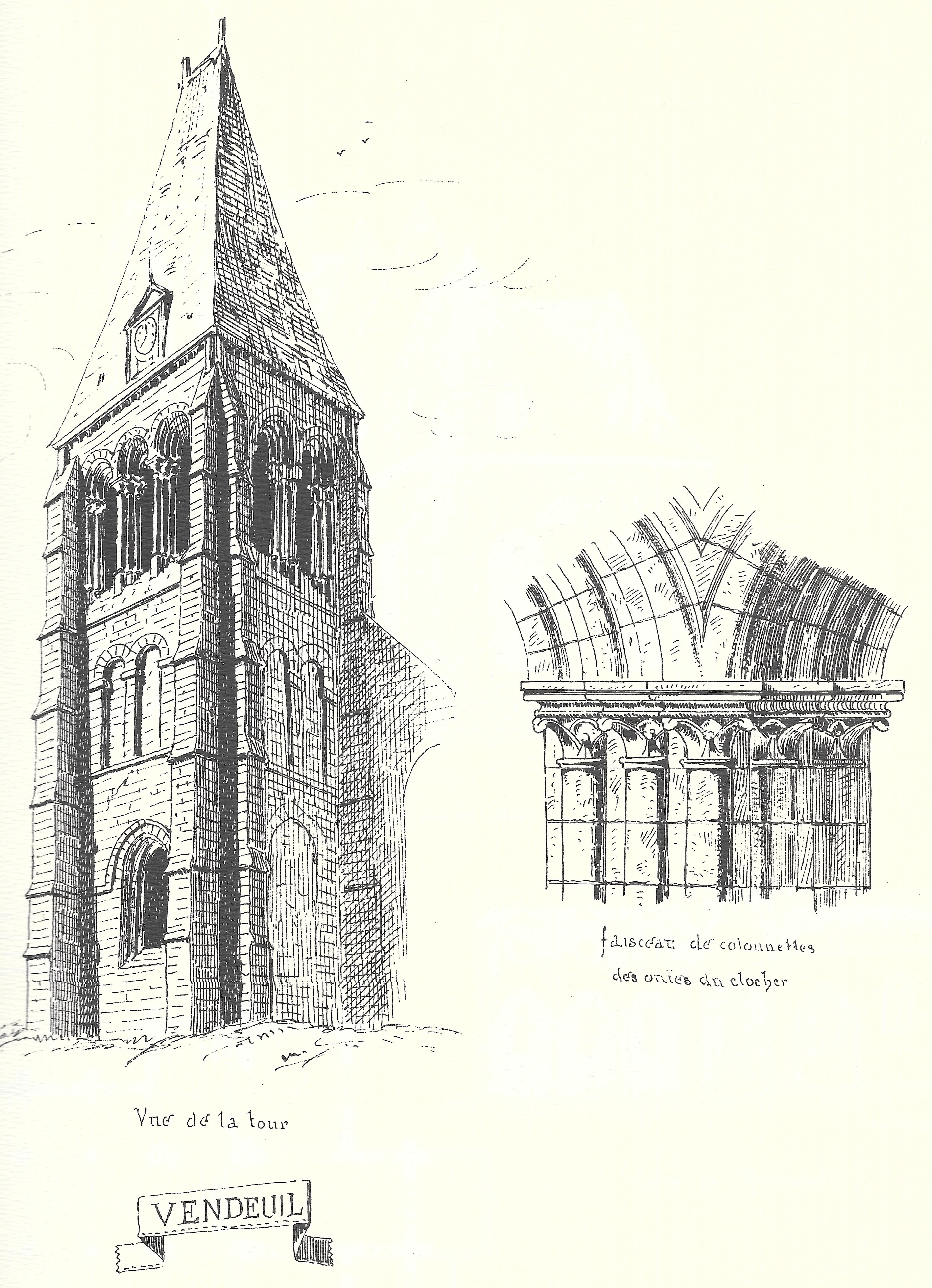
L'église vers 1870.
Dessin de Joachim Malézieux
(1851-1906).

- Église Saint-Jean-Baptiste, reconstruite après 1918.
- Monument aux morts.
- Mémorial place du 18-Juin-1940.
- Sur le territoire de la commune, se trouvaient dans l'ancien fort de Vendeuil, un zoo et un parc d'attractions (appartenant à monsieur Caucheteux) qui ferma dans les années 1980. À sa meilleure époque, le fort de Vendeuil accueillait 80 000 visiteurs par an.

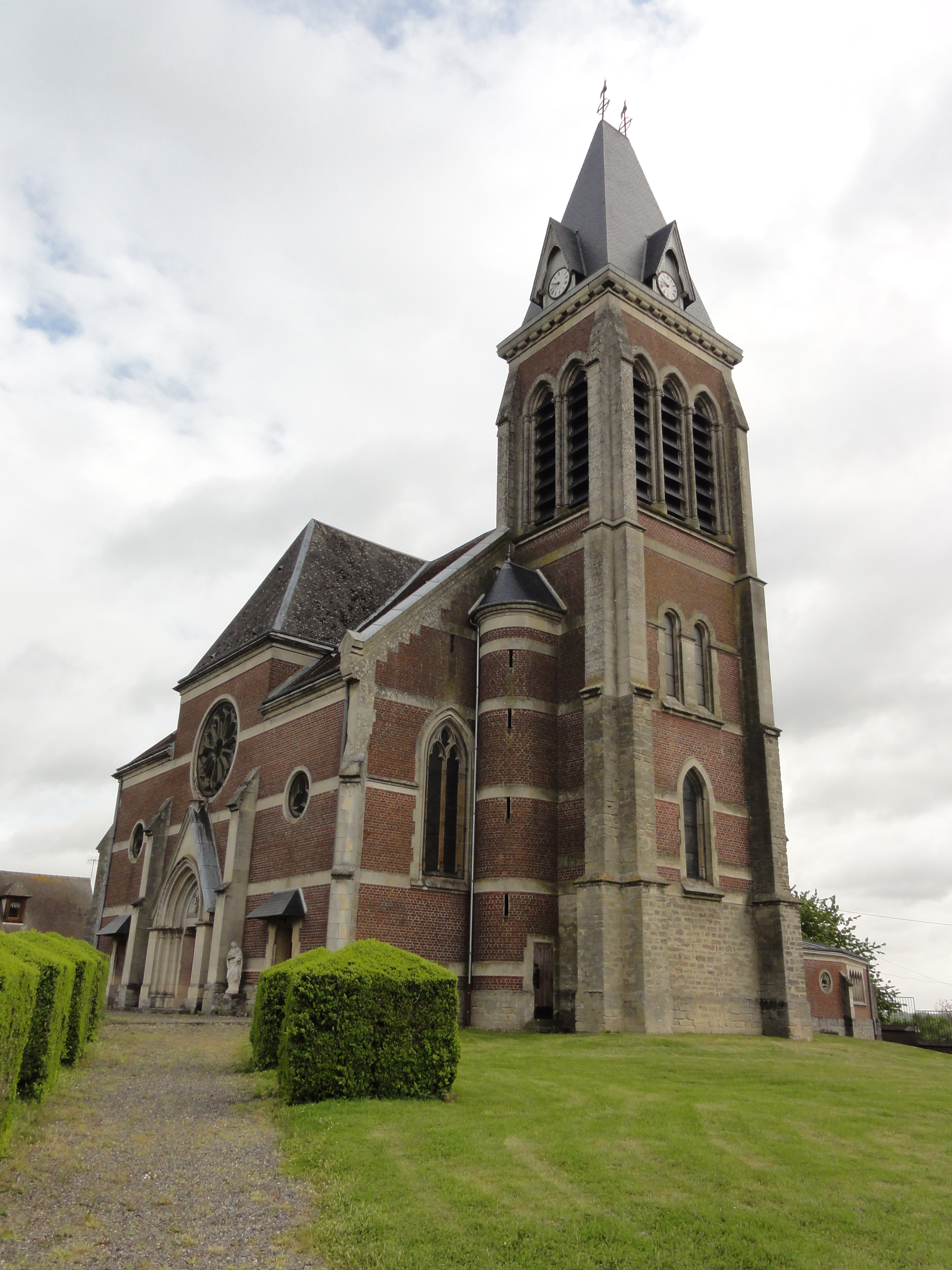
Église Saint-Jean-Baptiste.
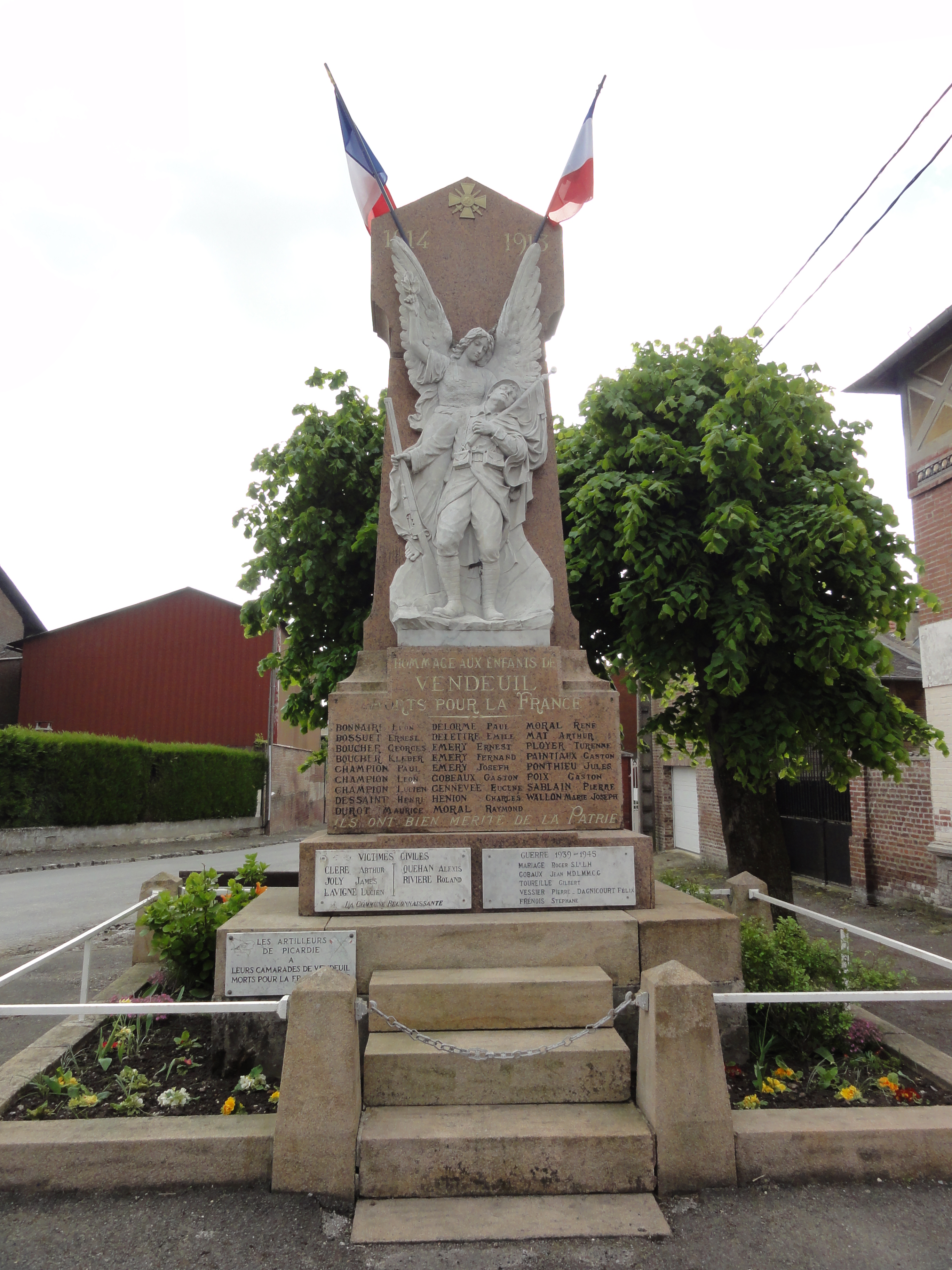
Monument aux morts.
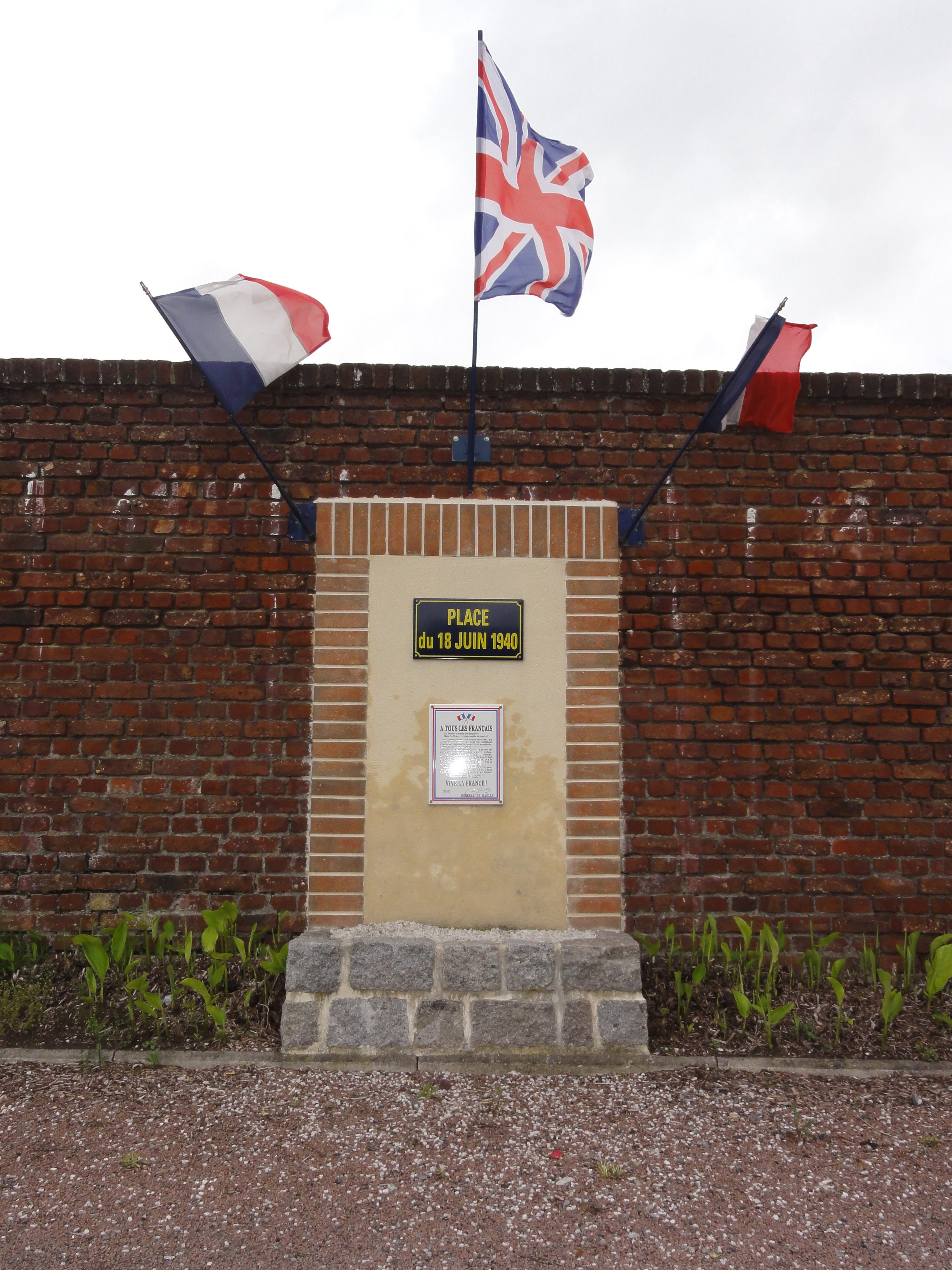
Mémorial place du 18-Juin-1940.

### Héraldique
| Blason de Vendeuil | Blason  | D'azur au lion naissant d'or. Ornements extérieursCroix de guerre 1914-1918 Devise / CriNous sommes de Vendeuil, Vendeuil nous sommes. |
| Blason de Vendeuil | Détails | Le statut officiel du blason reste à déterminer.                                                                                       |